# Алексеево (Подберезинская волость)
Алексеево — деревня в Локнянском районе Псковской области России. Входит в состав Подберезинской волости.

## География
Деревня находится в юго-восточной части Псковской области, в зоне хвойно-широколиственных лесов, на правом берегу реки Ловати, на расстоянии примерно 36 километров (по прямой) к северо-востоку от посёлка городского типа Локни, административного центра района. Абсолютная высота — 85 метров над уровнем моря.

### Климат
Климат характеризуется как умеренно континентальный, влажный. Средняя многолетняя температура самого холодного месяца (января) составляет −7,7°С, средняя температура самого тёплого (июля) — +17,6°С. Среднегодовое количество осадков — 700—900 мм. Продолжительность безморозного периода составляет 141 день.

### Часовой пояс
Деревня Алексеево, как и вся Псковская область, находится в часовой зоне МСК (московское время). Смещение применяемого времени относительно UTC составляет +3:00.

## История
Передана из Торопецкого района Калининской области Указом ПВС РСФСР от 5 мая 1962 года.

## Население
| 2002 | 2010 |
| ---- | ---- |
| 0    | →0   |